# Amanda Ooms
Amanda Francisca Ooms, född 5 september 1964 i Kråksmåla församling i Kalmar län, är en nederländsk-svensk skådespelare, författare och konstnär.

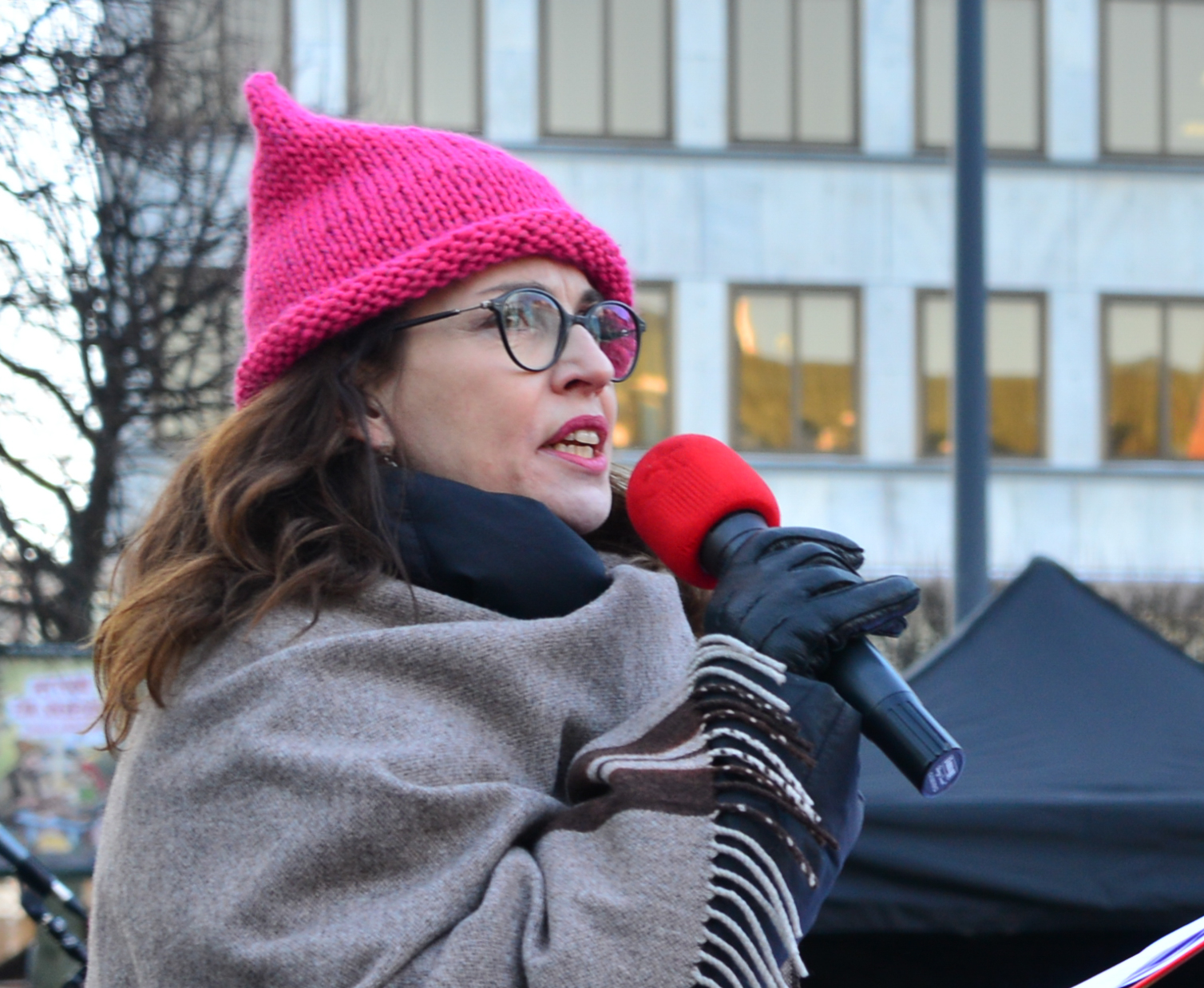
Amanda Ooms under manifestationen Women's March på Norrmalmstorg i Stockholm den 21 januari 2018.

## Biografi
Amanda Ooms är uppväxt bland annat i Skåne och i Sydeuropa. Hennes mor Wivi-Ann Ooms (ogift Fust, 1945–1979) begick självmord när Amanda Ooms var i yngre tonåren. Hennes far konstnären Cornelis Ooms, som är född i Nederländerna, gifte senare om sig. Ooms flyttade tidigt hemifrån och hamnade efter ett tag i Suzanne Ostens teaterkollektiv Unga Klara på Stockholms stadsteater. Hon filmdebuterade i Ostens Bröderna Mozart och denna följdes av Hotel St. Pauli, Kvinnorna på taket och den norska filmen Karachi för vilken hon belönades med en Amanda för bästa skådespelerska. På 1990-talet inledde hon en internationell karriär där hon spelat huvudroller mot skådespelare som Donald Sutherland, Alan Rickman, Geraldine Chaplin, Michael Kitchen, Ciarán Hinds, John Turturro med flera. Hon var under flera år bosatt i London, Berlin, Brighton och Amsterdam. Hon flyttade så småningom tillbaka till Sverige och medverkade i bland annat Jan Troells Så vit som en snö.  Hon har nominerats till en Guldbagge tre gånger; 2006 för Harrys döttrar, 2007 för Sök och 2009 för sin roll i Maria Larssons eviga ögonblick
År 1991 publicerades hennes delvis självbiografiska debutroman Nödvändighet. 2006 kom hennes roman Tåla mod som 2013 sattes upp som pjäs på Dramaten med Ooms i huvudrollen och med regi av Lena Endre. Under varje föreställning målade Ooms ett självporträtt i kol som sedan såldes till förmån för Klara kyrkas soppkök. Ooms har även översatt pjäserna Crave av Sara Kane och My Zink Bed av David Hare till svenska. Hon har arbetat med teatergruppen Complicité i London och uppträtt med musikern och poeten Blixa Bargeld från Einstürzende Neubauten.
Som konstnär har hon ställt ut sin konst i bland annat Stockholm, Malmö, Brighton, London, Bryssel och Köln. Hon har även arbetat med radio bland annat som programledare för reportageprogrammet P4 Kultur och som krönikör för P4 Värmland.
Amanda Ooms har varit musa åt åtskilliga internationella konstnärer och är delaktig i samarbeten med fotografer som Nan Goldin, JH Engström, Sam Taylor-Wood.
Ooms gjorde radioprogrammet Jag ska bli svensk som sändes i Sveriges radio den 1 januari 2016, där hon berättade att hon alltid varit nederländsk medborgare.

### Privatliv
Från tidigt 1980-tal hade Amanda Ooms under flera år ett förhållande med sångaren Joakim Thåström. Paret återförenades långt senare och sammanlever sedan 2010 och är förlovade med varandra. Vid sin medverkan i SVT:s Stjärnorna på slottet 9 januari 2016 berättade hon om sin kärlek till Thåström och hur hon valde att flytta utomlands när förhållandet med Thåström tog slut, men också om lyckan att ha hittat tillbaka till varandra.
Däremellan var Ooms sambo med fotografen Jan Henrik Engström, som är far till hennes tvillingar. Engström och Ooms flyttade isär 2010.

## Filmografi i urval
- 1986 – Bröderna Mozart
- 1988 – Hotel St. Pauli
- 1989 – Kvinnorna på taket
- 1989 – Karachi
- 1991 – Buster's Bedroom
- 1992 – Ginevra
- 1992 – Indiana Jones äventyr
- 1993 – Vals Licht
- 1993 – De tussentijd
- 1994 – No Man's Land
- 1995 – Black Easter
- 1994 – Mesmer
- 1996 – Passageraren
- 1996 – Wilderness
- 1997 – Jachd nach CM24
- 1997 – Chock i nöd och lust
- 1997 – Chainsmoker
- 1998 – Mellan hopp och förtvivlan
- 1998 – Getting Hurt
- 1999 – Doomwatch-Winterangel
- 1999 – Recycled
- 1999 – To Be Continued
- 2001 – Röd jul
- 2001 – Så vit som en snö
- 2002 – Forsytesagan
- 2003 – Fear-X
- 2003  – Håkan Bråkan
- 2005 – Harrys döttrar
- 2005 – Wallander – Byfånen
- 2005 – Lasermannen
- 2006 – Sök
- 2006 – Linerboard
- 2007 – Upp till kamp
- 2007 – Isprinsessan
- 2008 – Maria Larssons eviga ögonblick
- 2009 – Morden
- 2010 – Kommissarie Winter
- 2010 – Himlen är oskyldigt blå
- 2012 – Dom över död man
- 2012 – The Expendables 2
- 2013 – Lärjungen
- 2013 – Tyskungen
- 2014 – Tommy
- 2015 – Ängelby (TV-serie)
- 2016 – Gentlemen & Gangsters (TV-serie)
- 2018 – Den döende detektiven (TV-serie)
- 2018 – Springfloden (TV-serie)
- 2018 – Videomannen
- 2019–2021 – Sommaren med släkten (TV-serie)
- 2020 – De utvalda (TV-serie)
- 2020 – Top Dog (TV-serie)

## Teater

### Roller (ej komplett)
| År   | Roll     | Produktion           | Regi       | Teater   |
| ---- | -------- | -------------------- | ---------- | -------- |
| 2013 | Fröken O | Tåla mod Amanda Ooms | Lena Endre | Dramaten |

## Ljudboksuppläsningar (urval)
- 2007 – Vren. De glömda rummen av Lotta Olivecrona
- 2008 – AmourÖ AmandaO av Gunnar Svensson
- 2009 – Sagor för trötta barn av H.C. Andersen
- 2016 – Fröken Smith - den elakaste häxan i världen av Beverley Nichols
- 2016 – Det finns annan frukt än apelsiner av Jeanette Winterson
- 2017 – De 101 dalmatinerna av Dodie Smith
- 2020 – Lilla Gul av Cyril Hellman
- 2020 – Mardrömssällskapet 2 - Nattåget av Lena Ollmark
- 2020 – Qampus Queen av Anna Wester
- 2020 – Systrarna i Auschwitz av Roxanne van Iperen
- 2021 – Tunnelbanemorden av Thomas Hansen
- 2021 – Jag vill inte ha levt förgäves, Anne Frank 1929-1945 av Mari Larsson